# Microregione di Montenegro
Montenegro è una microregione del Rio Grande do Sul in Brasile, appartenente alla mesoregione Metropolitana de Porto Alegre.
È una suddivisione creata puramente per fini statistici, pertanto non è un'entità politica o amministrativa.

## Comuni
È suddivisa in 21 comuni:
- Alto Feliz
- Barão
- Bom Princípio
- Brochier
- Capela de Santana
- Feliz
- Harmonia
- Linha Nova
- Maratá
- Montenegro
- Pareci Novo
- Poço das Antas
- Portão
- Salvador do Sul
- São José do Hortêncio
- São José do Sul
- São Pedro da Serra
- São Sebastião do Caí
- São Vendelino
- Tupandi
- Vale Real